# Mod (muzică)
Modurile muzicale sunt un set de note ale unei scări sonore. 
Ele sunt utilizate în organizarea cântului bizantin sau gregorian și au stat la baza muzicii Renașterii.

## Modurile cântului bizantin și gregorian

### Origini
Data organizării cântului într-un sistem de 8 moduri poate fi stabilită cu relativa certitudine. Sfântul Ioan Damaschinul (675? d.Hr.-749 d.Hr.) a contribuit la Octoechos, un tratat care organizează cânturile în întreg anul liturgic în grupuri de 8, iar spre sfârșitul secolului al VII-lea sistemul era practicat în muzica religioasă bizantina. Cântul gregorian a fost organizat în moduri (in sensul de grupuri de 8) în secolele VIII-IX, aproape cert ca o imitație a sistemului bizantin de care reformatorii carolingieni. 
Este important de diferentiat între organizarea cântului bizantin și gregorian în grupuri de 8 și alegerea modurilor propriu-zise. Nu este clar cand modurile propriu-zise au fost stabilite deoarece notația neumatică înainte de secolul al XII-lea nu era exacta în înălțime. Atribuția sistemului Sfantului Ioan Damaschinul nu a putut fi demonstrată, dar cânturile au fost grupate cel mai probabil pe baza calitățile lor muzicale, calități care ar putea fi considerate ca stabilind un mod.  

### Cauzele diferențelor dintre moduri
Stabilirea modurilor cântului bizantin si gregorian este o decizie care apartine de rit, nu de teologie. Schisma nu a dus la separarea modurilor dar a creat condițiile ca acestea sa difere în timp. 
In secolul al XI-lea Guido d'Arezzo a inventat hexacordurile. Pentru ca reprezentarea sunetelor pe un portativ să fie neambiguă a fost necesara precizarea intervalelor care sunt astfel reprezentate. Guido d'Arezzo a ales scara diatonică. Astfel portativul, și prin extensie hexacordurile, au stabilit o scara sonora diatonică. Un timp modurile și hexacordurile au coexistat in Vest. In secolul al XIII-lea notele muzicale au fost inventate, notația neumatică liniară a devenit din ce in ce mai complexă, notația pe portativ a fost adoptată și modurile au fost puse pe portativul fără alterații.  Astfel, „ca să încapă pe portativ”, modurile cântului gregorian au devenit diatonice. In acest fel diferențele dintre moduri s-au concretizat atunci când, bazandu-se pe scări sonore diferite, modurile din Est și Vest au devenit fundamental incompatibile. 
Cu toate acestea, dacă diferențele dintre moduri în Est și Vest confirmă schisma la nivel muzical, numele modurilor (date inainte de schismă, de exemplu Autentic Doric din latinul authentus și grecul doric, urmând Octoechos) semnifică faptul că ce două biserici au fost cândva una.

### Cântul de tradiție bizantină
Modurile pot fi autentice (lat. authentus) (1-4) sau plagale (lat. plaga) (5-8). Sunt cunoscute de asemenea sub numele de ehuri (gr. Echos) sau glasuri (din slavonă).
Modurile muzicale sunt bazate pe tetracordurile Greciei antice. Cele opt note ale modului formează două tetracorduri separate de un ton. Modurile au preluat terminologia tetracordurilor: ele pot fi diatonice (1,4,5,8), cromatice (2,6) sau enarmonice (3,7). 

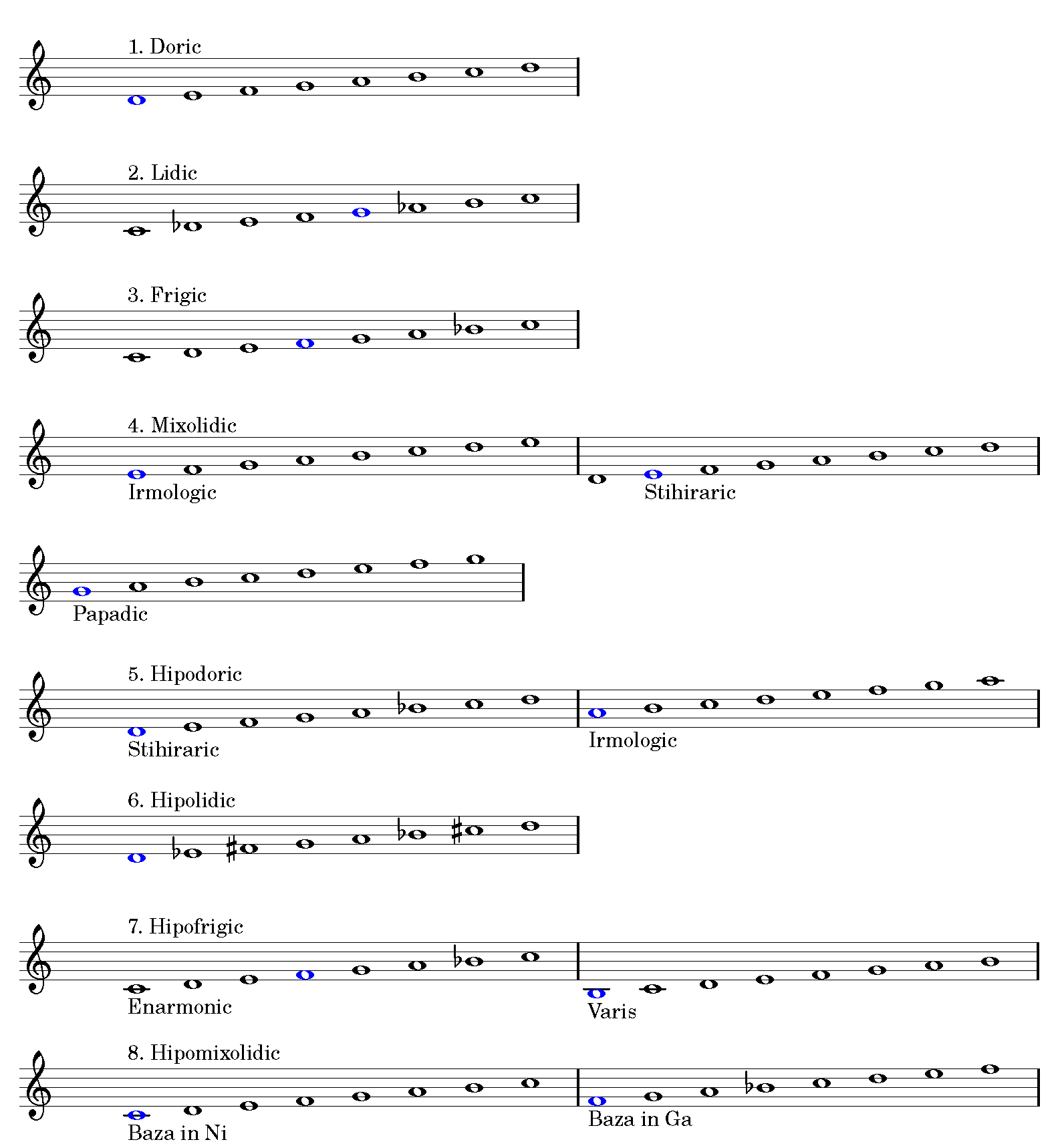
Moduri ale muzicii bizantine. In albastru este baza modului accentuată in cadenţele finale. In aceasta figură este folosită gama cromatică egal temperată, doar una din scările sonore posibile. Cântul de tradiție bizantină utilizează notația cu neume.

### Cântul gregorian
Modurile (lat. modus) cântului gregorian (numerotate 1-8) sunt diferite de cele bizantine deși unele au același nume.
Spre sfârșitul secolului al XIII-lea  o conexiune clară este făcută intre moduri si hexacorduri. 

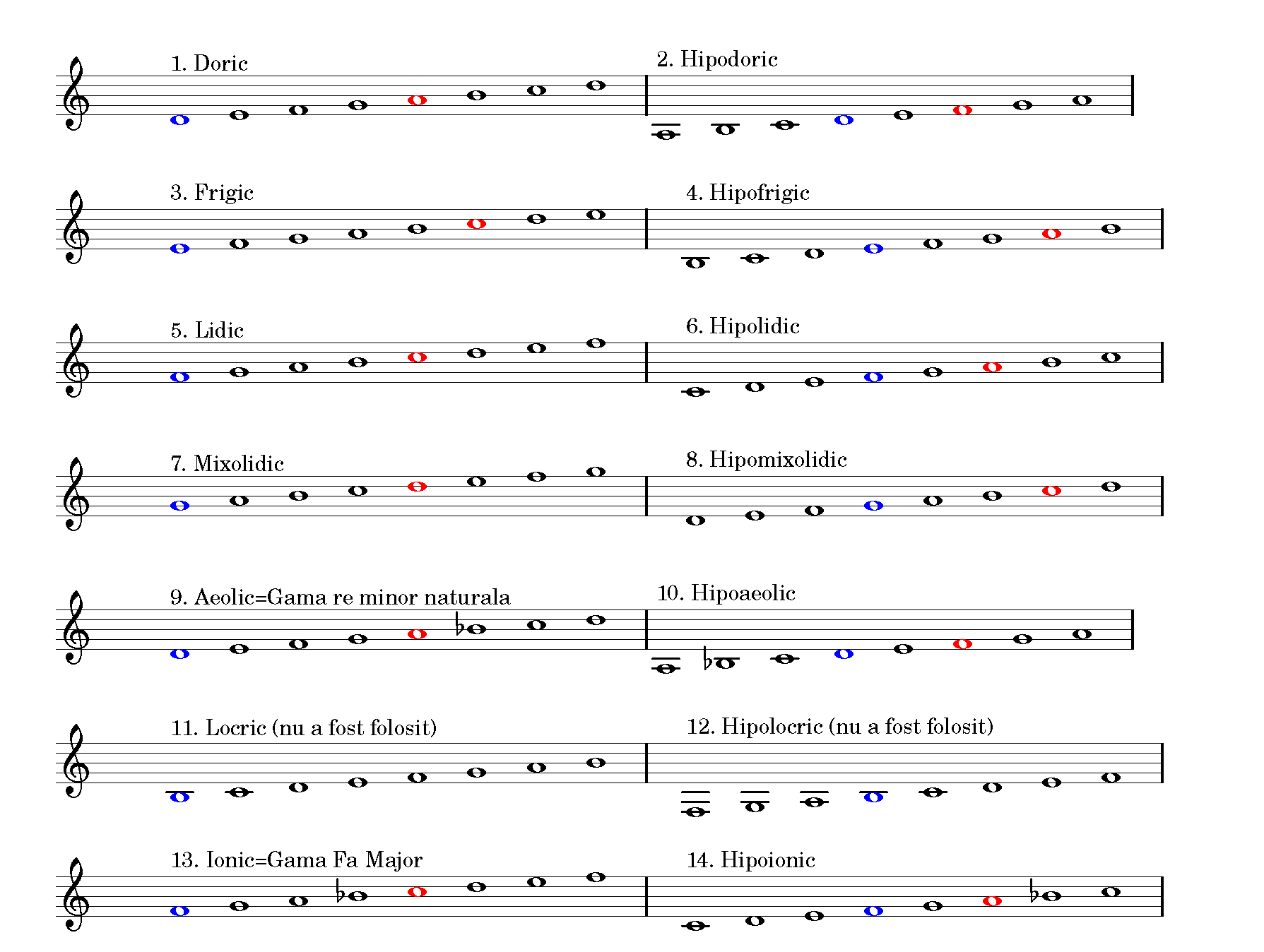
Modurile cântului gregorian (1-8) şi ale muzicii Renaşterii (1-10, 13-14). Modurile sună diferit din cauza pozitiei diferite a notelor, dar mai ales din cauza alegerii diferite a notelor finale in cadenţe (albastru) și dominante (roșu).

## Muzica Renașterii
Modurile 9 și 13 au fost acceptate in secolul al XVI-lea și au fost ulterior redenumite gamele re minor (naturală) și Fa Major.
Modul Locric nu a fost folosit deoarece are o cvintă micșorată în triada in cadența pe finală (toate celelalte moduri au o cvintă perfectă).

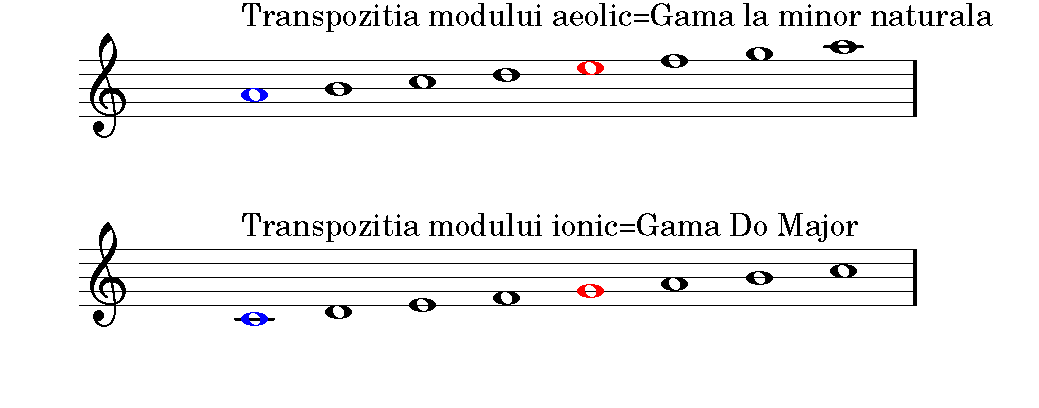
Ultimele doua posibilităţi de 7 note într-o octavă fără alteraţii sunt simple transpoziţii ale modurilor Aeolic si Ionic.

### Renunțarea la moduri
Treptat, un mod nu a mai fost considerat numai din punctul de vedere al intervalelor dintre două note ca în tehnica contrapunctală, cât mai ales al acordurilor care pot fi obținute cu notele acestui mod. Diferite acorduri se înlănțuie în mod natural, astfel de progresii formând uneori cadențe. Caracterul cadențelor depinde de tipul triadelor care formează acordurile, cele mai puternice (notate V-I și IV-I) utilizând triade pe treptele V, I și IV (notate după numărul treptei pe care triadele au baza, vedeți figura). 
Este remarcabil faptul că, din toate modurile existente la sfârșitul Renașterii, singurul mod care are triade majore pe toate treptele V, VI și I a fost cel Ionian, care a fost redenumit gama Fa Major. Similar, singurul mod care are triade minore pe toate treptele V, IV și I a fost cel Aeolian, care a fost redenumit gama re minor. Astfel, singurele moduri care au supraviețuit au fost cele care conțin note formand cele mai clare progresii IV-I și V-I (vedeți tabelul). 
Diferențele subtile dintre modurile Renasterii și ale Evului Mediu nu au mai contat din acest punct de vedere. Renunțarea la moduri a fost compensată de adăugarea notelor cu alterații care a extins numarul de game la 12 majore și 12 minore. Tranziția de la moduri la game a avut loc treptat în secolul al XVII-lea, dar a fost completă. O compoziție în secolul al XIX-lea putea fi criticată pentru o tonalitate nedefinită.

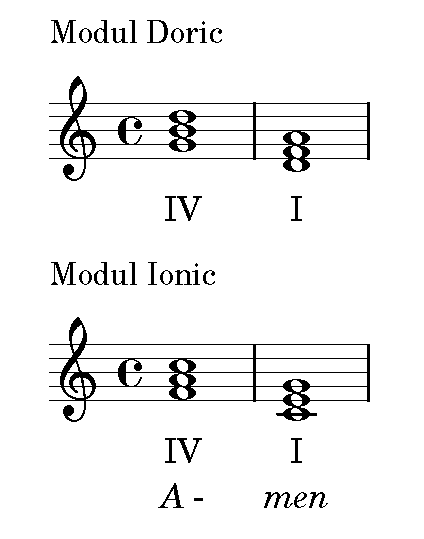
O cadenţă IV-I de tip A-men în modurile Doric si Ionic.

| Mod       | I | IV | V |
| --------- | - | -- | - |
| Doric     | m | M  | m |
| Frigic    | m | m  | 0 |
| Lidic     | M | 0  | M |
| Mixolidic | M | M  | m |
| Aeolic    | m | m  | m |
| Locric    | 0 | m  | M |
| Ionic     | M | M  | M |